# Kak oni lgut
Kak oni lgut (Истерзанные души) è un film del 1917 diretto da Vjačeslav Viskovskij.